# 櫻井英樹
櫻井 英樹（さくらい ひでき、1931年5月16日 - 2024年7月17日）は、日本の有機化学者。専門は有機合成化学、有機ケイ素化学。細見・櫻井反応の開発者として著名である。学位は、理学博士。東北大学名誉教授、文化功労者、日本学士院賞・恩賜賞受賞者。東北大学理学部長、日本化学会会長、日本学術会議会員などを歴任。

## 経歴
奈良県出身。現在の鹿児島県立甲南高等学校（旧制鹿児島県立第二鹿児島中学校）を経て、1953年に東京大学理学部化学科を卒業。1958年東京大学化学科博士課程を修了し、理学博士取得。
大阪市立大学理工学部助手、ハーバード大学博士研究員、京都大学工学部助教授を経て、1969年東北大学理学部教授に就任。東北大学教授職の間、理学部付属化学機器分析センター、理学部付属有機ケイ素材料化学実験施設長、東北大学評議員を務め、1990年4月から1993年3月まで東北大学理学部長。1989年4月から1991年3月まで岡崎国立共同研究機構分子科学研究所教授を併任、1993年9月から九州大学基礎有機化学研究センター教授を併任。1991年3月から2000年7月まで日本学術会議会員（第15、16、17期）を務める。
東北大学退官後、1995年から東京理科大学理工学部教授。1996年日本化学会会長に就任。その他日本化学会理事、日本合成化学協会理事、国際有機ケイ素化学会議組織委員長、財団法人みやぎ産業振興機構理事長などを歴任。

## 受賞歴
- 1975年 - 松永賞[1][4]
- 1978年 - アメリカ化学会賞（F. S. Kipping 賞）[1][4]
- 1980年 - 日本化学会賞[1][4][9]
- 1991年 - Merck-Schuchardt Lectureship（ドイツ）[1][4]
- 1991年 - Wacker Silicone 賞（ドイツ）[1][4]
- 1994年 - S.Hiller Medal（ラトビア）[1][4]
- 1994年 - 日本学士院賞・恩賜賞（熊田誠と共同）[1][2][4]
- 2019年 - 有機合成化学特別賞[4]

## 栄典
- 2002年 - 勲二等瑞宝章[4]
- 2007年 - 文化功労者[2][4]
- 2024年 - 正四位[10]